# Jezeřany-Maršovice
Jezeřany-Maršovice è un comune della Repubblica Ceca facente parte del distretto di Znojmo, in Moravia Meridionale.